# Villa Elisa (La Plata)
Villa Elisa es una localidad argentina del partido de La Plata, situada a 15 km del centro de la ciudad de La Plata y a 43 km de la Ciudad Autónoma de Buenos Aires, Argentina.
Es la primera localidad perteneciente al partido viniendo desde Buenos Aires. El ingreso se puede realizar por el Camino General Belgrano (Ruta Provincial 1), por el Camino Parque Centenario (Ruta Provincial 14) y por la Autopista Autopista Doctor Ricardo Balbín (Ruta Nacional 1).
Tiene una estación ferroviaria perteneciente al Ferrocarril General Roca y tres arterias que la atraviesan: Camino General Belgrano, Camino Centenario , y transversalmente la Avenida Arana (419 y ex-Ruta Provincial 19). Esta última tiene un segmento que constituye la vía principal del centro comercial y luego un segmento en donde se sitúan numerosas casas de fin de semana con grandes espacios verdes. Esta avenida, además, es el nexo con la localidad de Arturo Seguí, comprendida también dentro del aglomerado urbano del Gran La Plata.
Además cuenta con uno de los primeros grupos guías y scouts de Buenos Aires "San Francisco de Asís" creado en 1957, en la actualidad con más de 150 niñas, niños y jóvenes y con la asociación "Hornero Tenaz", ONG de gran trayectoria que brinda apoyo con recursos materiales y humanos en pro de un buen desarrollo.[cita requerida]

## Barrios de la localidad
Centro, La Plaza, La Perla, Jardín, Dumor ( este nombre fue dado al barrio por la empresa constructora que había adquirido los terrenos, que luego fueron a remate ), San Jorge, La Cabaña, El Progreso, Villa Rica, El Rincón, Las Retamas, Las Mellizas, Las Torres (Barrio FOECYT), YPF, La fortaleza.

## Sismicidad
La región responde a las subfallas «del río Paraná», y «del río de la Plata», y a la falla de «Punta del Este», con sismicidad baja; y su última expresión se produjo el 30 de noviembre de 2018 (6 años), a las 10:27 UTC-3, con una magnitud de 3,8 en la escala de Richter.
La Defensa Civil municipal debe advertir sobre escuchar y obedecer acerca de 
Área de
- Tormentas severas, algo periódicas
- Baja sismicidad, con silencio sísmico de 6 años

## Historia
Fue fundada sobre las tierras (aprox. 800 hectáreas) que se encontraban entre la estancia de Leonardo Pereyra, fundada en 1857, y la de Jorge Bell, fundada en 1879. A partir de 1884 (año en que el ferrocarril construye el empalme Pereyra), estas tierras se conocieron como “Paraje Estación Empalme Pereyra” y pertenecían al entonces partido de Ensenada. 
Tras un fallido intento de urbanización de la zona, en 1887 las tierras pasaron a manos de la Sociedad Anónima "Banco Mercantil de La Plata".
A fines de 1887, Francisco Uriburu realizó ante el Departamento de Ingenieros de la Provincia una presentación formal solicitando la aprobación de la traza urbana del barrio de Villa Elisa. El 8 de mayo de 1888, el Poder Ejecutivo aprobó oficialmente el trazado urbano del nuevo lugar. A partir de ese momento, y en los años siguientes, se desarrollaron los remates con los que se vendieron las distintas parcelas. 
Uriburu fue uno de los gestores de la traza y del origen del lugar. Cuando Dardo Rocha se estableció en la ciudad de La Plata, Uriburu construyó su magnífico palacete en Villa Elisa que formó parte del paisaje del barrio hasta el año 1960, cuando un incendio lo destruyó. 
En honor a Elisa la hija de Uriburu el barrio fue bautizado como Villa Elisa. 
Luis Castells el esposo de Elisa donó la primera institución pública, era un multimillonario y en lugar de construir una iglesia, lo cual lo hubiera dado mucho más prestigio en la sociedad porteña, en 1890 decidió construir y donar a perpetuidad una escuela gratuita y mixta, más tarde, donó también la plaza que actualmente lleva su nombre ubicada de calle 6 (ex12) a 7(ex14) y de 51 a 49 atravesada por el Camino Centenario.
Esta fue una de las razones que incentivó a sus vecinos a convertir el lugar en un espacio residencial, comercial y con un importante movimiento social durante los meses de verano. En estos pilares, se basa el crecimiento de Villa Elisa.
Desde 1992, Villa Elisa cuenta con una gran atractivo natural: el Parque Ecológico Municipal, el cual nació por la iniciativa de la comuna platense al adquirir la Municipalidad de La Plata las doscientas hectáreas que incorporó a su patrimonio natural y cultural y creó un predio de recreación y esparcimiento para la comunidad con entrada libre y gratuita, para disfrutar del verde del lugar, el cual a pocos minutos del centro de la ciudad, se convierte en el espacio perfecto para distenderse durante el fin de semana.
La estación de Ferrocarril de Villa Elisa inaugurada en 1884 es otro de los espacios característicos.
Pese a que en un primer momento fue una zona de chalets de fin de semana o de veraneo actualmente es uno de los principales accesos a la ciudad dando gran importancia al centro comercial de Villa Elisa. 
El Cuartel de Bomberos de Villa Elisa es una de las instituciones más tradicionales y respetadas de la ciudad de La Plata, se caracteriza por su permanente inquietud en el perfeccionamiento de la previsión y la formación de su gente y la constante actualización de equipos de combate para siniestros, lo que provoca que la comunidad de Villa Elisa se sienta orgullosa, segura y protegida.
Su paisaje, la tranquilidad y la calidez de sus habitantes hace que Villa Elisa sea un lugar ideal para vivir, pero también para disfrutar de fines de semana en quintas y viviendas especialmente construidas para estos fines, y que incluso, muchas familias alquilan durante el verano que es cuando Villa Elisa aumenta el movimiento social y comercial de la zona se ven jóvenes paseando al atardecer, chicos jugando en las veredas, en la plaza y espacios verdes de la zona y familias enteras congregándose en torno a la pileta y la parrilla. Pero además, su aspecto comercial se ha visto favorecido en los últimos años, ya que su crecimiento es uno de los pocos que se registró de manera tan acelerada pese a encontrarse a pocos minutos del centro de la ciudad de La Plata.

## Fiesta del Patrono
- 8 de mayo; "Nuestra Señora de Luján"

## Banco Rojo

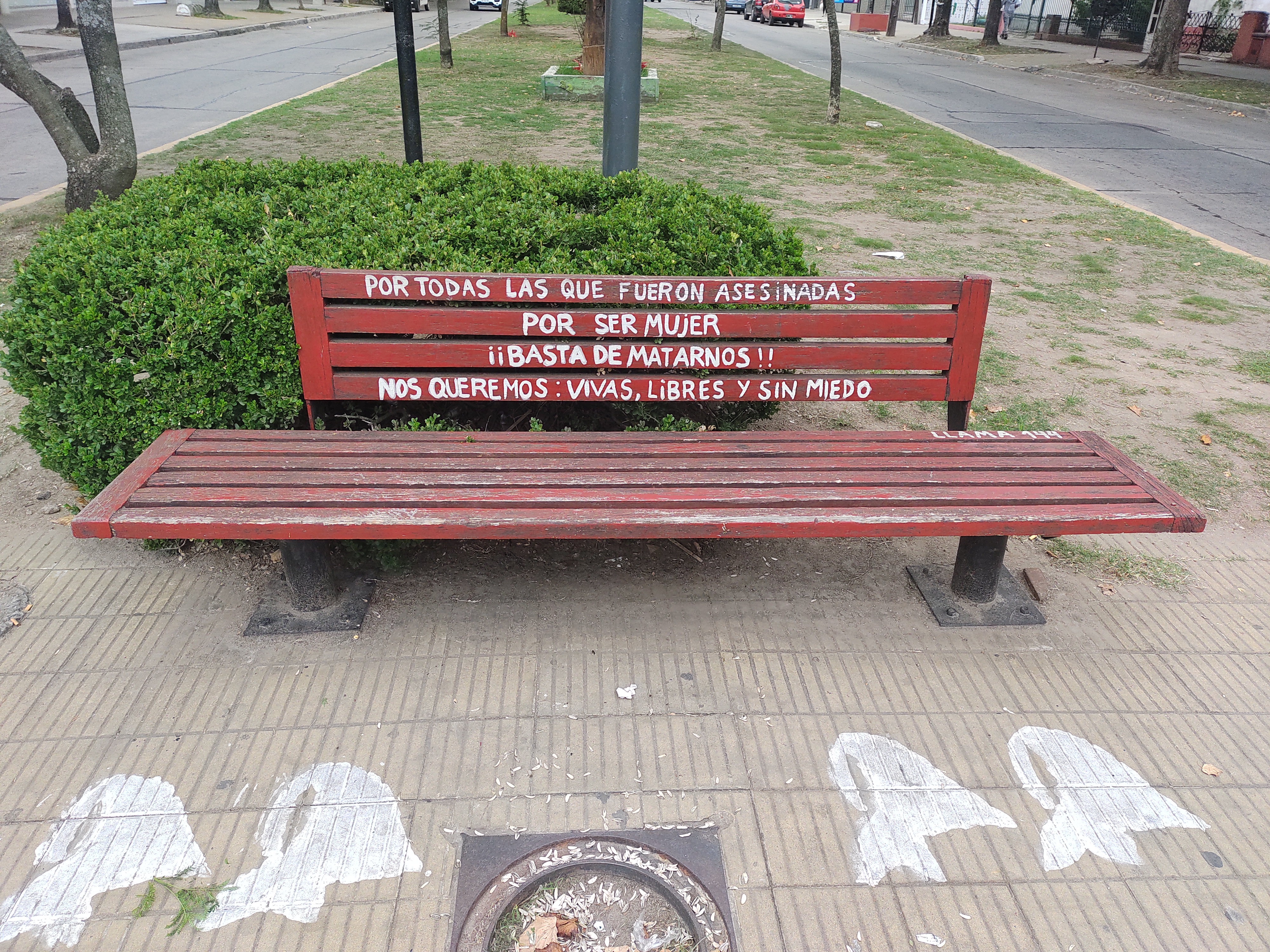
Banco Rojo en Villa Elisa, La Plata

El 27 de abril de 2019 se instaló un banco rojo en el boulevard del centro de la localidad, calle Arana en la intersección con la calle 6, en conmemoración de las víctimas de feminicidios y travesticidios. Esta instalación se realizó en el marco de la propuesta cultural y de prevención, información y sensibilización contra el femicidio resuelta por el Concejo Deliberante de La Plata en su Ordenanza n.º 11769 de diciembre de 2018.

## Parque Ecológico Municipal
El Parque Ecológico Municipal se encuentra en el "Camino Centenario", en el límite entre Villa Elisa y City Bell; cuenta con 200 ha, auditorio, sendas, huerta ecológica, servicios gastronómicos; a 13 km del centro de La Plata y a 40 km al sur de Buenos Aires.
La incorporación del Parque Ecológico mejora la relación de espacio verde por habitante del Gran La Plata.
Se inauguró en noviembre de 1998, restaurando "La Casona". Este predio era parte de una famosa estancia del siglo XIX: "Estancia La Dora".
El Parque se encuentra en la Región Pampeana, de estepa graminosa.

### Fauna
- Lagarto Overo, liebre, hornero, carpintero, picaflor, leñatero, lechucita de las vizcacheras, tero, verdón, zorzales.

### Pastizales del Plata
Un área del Parque de 40 ha con acceso restringido, de flora y fauna autóctona; abarcando el canal, el cauce original del Arroyo y un bañado, son la Reserva Natural Urbana "Pastizales del Plata". 
Lo atraviesa el "Arroyo Martín", cuyo curso forma un bañado donde conviven grandes garzas, patos, gallaretas, Martín Pescador, tortugas acuáticas.

### Flora
- Juncos, Sagitarias, Totoras. Existen "cordones de conchillas" que son relictos de la última ingresión marina, de hace 6.000 años. Allí se destaca la especie arbórea nativa de las pampas "el tala".

### Visitas
- Abre de martes a domingo, de 9 a 19.30. Además del público, hay actividades de: Talleres de educación ambiental, Jornadas de Capacitación, Espectáculos Artísticos y Cursos

## Plaza El Caracol
Una curiosidad de la localidad es la presencia de la Plaza El Caracol, una pequeña plaza triangular en la conjunción de las Diagonales 3 y 425 y la calle 423. La plaza está dedicada a los moluscos gastrópodos, por medio de una estatua que se asemeja a un integrante de la familia Muricidae.

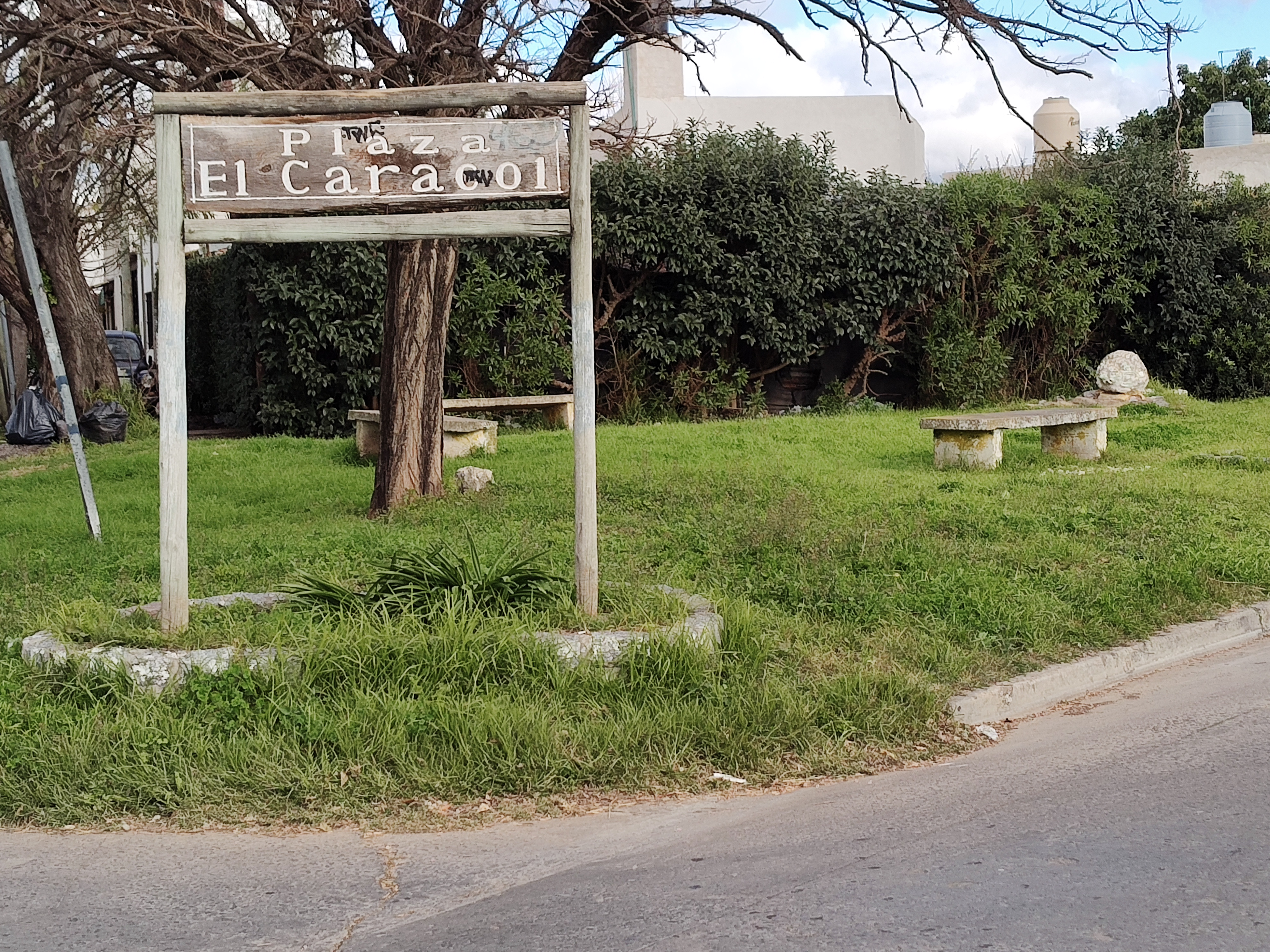
Plaza El Caracol, Villa Elisa